# Herbertus sikkimensis
Herbertus sikkimensis là một loài rêu tản trong họ Herbertaceae. Loài này được (Stephani) W.E. Nicholson miêu tả khoa học lần đầu tiên năm 1930.